# سام باترسون
سام باترسون (بالإنجليزية: Sam Patterson)‏ (29 أكتوبر 1993 في المملكة المتحدة - ) هو لاعب كرة قدم بريطاني في مركز الدفاع. لعب مع شروزبري تاون ونادي بارنسلي وإف سي هاليفاكس تاون ونادي برادفورد بارك أفنيو.

## وصلات خارجية
- سام باترسون على موقع قاعدة بيانات كرة القدم.إي يو (الإنجليزية)
- سام باترسون على موقع Soccerbase.com (لاعب) (الإنجليزية)
- سام باترسون على موقع Soccerway.com (الإنجليزية)